# Grigore P. Cantilli
Grigore P. Cantilli  (n. 24 ianuarie 1839, Valea Călugărească - d. 5 octombrie 1906, Bacău) a fost un general român. 
A luat parte la Războiul de Independență (1877-1878), fiind comandant al brigăzii I infanterie din divizia a IV-a, corpul al II-lea de armată și participând la luptele de la Vidin și Calafat. A avansat în cariera militară până la gradul de general de divizie (1893).
În amintirea sa, în București există o stradă care îi poartă numele: Intrarea General Grigore Cantilli, din Sectorul 1.